# محمدامین قانعی راد
سیّد محمّدامین قانعی راد (۱۳۳۴– ۲۴ خرداد ۱۳۹۷) جامعه‌شناس ایرانی، رئیس انجمن جامعه‌شناسی ایران و عضو هیئت علمی و استاد جامعه‌شناسی مرکز تحقیقات سیاست علمی کشور بود. وی در ۶۳ سالگی و پس از دوره‌ای تحمل بیماری سرطان در شامگاه ۲۴ خرداد ۱۳۹۷ در تهران درگذشت.

## زندگی
قانعی راد در سال ۱۳۳۴ در کهریزک زاده شد. پدر او رئیس امور مالی کارخانه قند کهریزک بود. پس از تعطیلی این کارخانه، قانعی راد به همراه خانواده به شهر ری مهاجرت کرد. او دوره دبستان و دبیرستان را در این شهر به پایان رساند و دیپلم طبیعی را در دبیرستان عظیمیه شهرری اخذ کرد. سپس کنکور داد و در رشته پزشکی ارتش پذیرفته شد. پدرش با ثبت‌نام او در ارتش مخالفت کرد. به همین دلیل او راهی خدمت سربازی شد؛ جایی که با آثار شریعتی بیشتر آشنا شد. آشنایی با آثار شریعتی او را به رشته جامعه‌شناسی علاقمند کرد. او در یکی از مصاحبه‌هایش اشاره می‌کند در رشته جامعه‌شناسی، مسئولیت و تعهد اجتماعی را دید و این باعث شد تا این رشته را به پزشکی ترجیح دهد. پس از پایان دوره سربازی، در سال ۱۳۵۵ در رشته انسان‌شناسی در دانشگاه تهران پذیرفته شد. رشته‌ای که با ادغام در رشته‌های دیگر پس از انقلاب فرهنگی عنوان علوم اجتماعی به او داده شد. پس از فارغ‌التحصیلی در گرایش پژوهشگری اجتماعی، قانعی راد با کسب رتبه اول به تحصیل در رشته جامعه‌شناسی در دانشگاه تهران در مقطع کارشناسی ارشد ادامه داد. او پایان‌نامه خود را زیرنظر دکتر غلامعباس توسلی نوشت و به عنوان نفر اول در این رشته دانش‌آموخته شد. در ورودی دکتری او باز هم مقام اول را کسب کرد و رساله خود را تحت عنوان عوامل معرفتی و اجتماعی رشد و افول علم در ایران دوره اسلامی (قرن سوم تا پنجم هجری) تحت نظر دکتر غلامعباس توسلی و دکتر محمد توکل به نگارش درآورد. این مطالعه یک بررسی جامعه‌شناسی تاریخی و جامعه‌شناسی علم بود که در سال ۱۳۸۴ توسط مرکز تحقیقات سیاست علمی ایران تحت عنوان جامعه‌شناسی رشد و افول علم در ایران به چاپ رسید. بعدها این کتاب را به سپرد که در سال ۱۳۹۷ با اعمال تغییراتی تحت عنوان اخلاقیات شعوبی و روحیه علمی توسط انتشارات علمی و فرهنگی چاپ و همزمان با چهلمین روز درگذشت او از این کتاب رونمایی شد.
قانعی راد علاقه خود را به مطالعه و انجام کارهای علمی به میزان زیادی تحت تأثیر پدرش می‌داند. پدر او به عرفان علاقه فراوانی داشت و مطالعات ادبی و عرفانی زیادی داشت. او چندین تحشیه بر متون عرفانی مهم نوشته‌است. پدر قانعی راد پس از بازنشستگی وارد کار نشر و توزیع کتاب می‌شود و از فرزندان خود نیز می‌خواهد که در این کار به او کمک کنند. قانعی راد در دوره نوجوانی از سه طریق دسترسی به کتاب داشت اول از همه در منزل از طریق کتابخانه پدرش به کتاب‌های ادبی و عرفانی دسترسی پیدا کرد و سپس در کتابفروشی، اوقات فراغت خود را به مطالعه می‌پرداخت. همچنین او از کتابخانه دبیرستانی که در آن تحصیل می‌کرد کتاب‌هایی در حوزه‌های مختلف می‌گرفت و مطالعه می‌کرد. او در یکی از مصاحبه‌هایش اشاره می‌کند که در ایام نوجوانی برای خود با این کتاب‌ها جهانی ساخته بود که در آن می‌زیست و پایه‌های نظریاتش را در آینده می‌ساخت. او آنچنان در این جهان غرق می‌شود که در دورهٔ دبیرستان در یک سال شش تجدید می‌آورد.
او از طرفداران پر و پا قرص کیهان بچه‌ها بود و اولین نوشته خود را هم که یک شعر بود در ایام نوجوانی در این نشریه به چاپ رساند.
قانعی راد همزمان با تحصیل در دانشگاه در مقطع کارشناسی به عنوان تکنیسین آزمایشگاه استخدام می‌شود، در دورهٔ کارشناسی ارشد به سمت مدیریت بیمارستان شهید اکبر آبادی و سپس بیمارستان شهید هاشمی نژاد می‌رسد. او تا دو سال پس از پایان دوره دکترا به علت مخالفت با انتقالش به وزارت علوم در سمت مدیریت بیمارسان باقی می‌ماند و نهایتاً در سال ۱۳۷۷ به مرکز تحقیقات سیاست علمی کشور منتقل می‌شود. قانعی راد تا پایان عمر خود در این مرکز باقی می‌ماند. پس از فوت او نام خیابان سهیل در شیراز جنوبی، جایی که مرکز تحقیقات سیاست عملی کشور قرار دارد به خیابان دکتر قانعی راد تغییر پیدا می‌کند. در ابتدای این خیابان سردیس قانعی راد قرار دارد که با حضور شهردار تهران آقای پیروز حناچی از آن رونمایی شد.
قانعی راد در سال ۱۳۵۹ ازدواج کرد که حاصل آن دو پسر شد.
پزشکان در تابستان ۱۳۹۵ سرطان روده بزرگ پیشرفته را تشخیص دادند. او پس از آن دو سال زندگی کرد. دو سالی که به گواه خیلی‌ها مهم‌ترین و پرارزش‌ترین دورهٔ زندگی پربار قانعی راد بود. او در این مدت همزمان با پیگیری درمانش در مراسم‌های مختلف شرکت می‌کرد و مقالات و نوشته‌های بسیاری را به رشتهٔ تحریر درمی‌آورد.
او در ۲۴ خرداد ۱۳۹۷ در غروب آخرین روز ماه رمضان با جهان خاکی وداع گفت. پیکر او در دانشکدهٔ علوم اجتماعی دانشگاه تهران و با حضور انبوهی از دانشجویان و استادان و مقامات کشوری تشییع و در قطعه نام آوران بهشت زهرا به خاک سپرده شد.
در سال ۹۶ مستندی با موضوع زندگی قانعی راد توسط علیرضا سلیمانی تحت عنوان «محمد امین» ساخته شد. این مستند پس از فوت دکتر قانعی راد برای اولین بار در تالار ایوان شمس به نمایش درآمد.

## تحصیلات
محمدامین قانعی راد دارای مدرک کارشناسی پژوهشگری علوم اجتماعی (۱۳۶۴) و کارشناسی ارشد جامعه‌شناسی (۱۳۶۸) و دکترای جامعه‌شناسی (۱۳۷۶) از دانشگاه تهران بود.

## فعالیت‌ها

### سوابق تدریس
محمد امین قانعی‌راد سابقه تدریس در دانشگاه‌های مختلفی چون دانشگاه تهران، دانشگاه علامه طباطبایی، دانشگاه تربیت مدرس، دانشگاه الزهرا (س)، دانشگاه تربیت معلم تهران و دانشگاه پیام نور را در کارنامه خویش دارد.

### سخنرانی‌ها
قانعی‌راد بیش صدها عنوان سخنرانی در نشست‌ها و همایش‌های مختلف داشته‌است؛ که از جمله می‌توان به سخنرانی‌های او با عنوان «عدالت اجتماعی از آرمان تا واقعیت»، «آموزش عالی به کجا می‌رود»، «تشیع علوی و تشیع صفوی نگاهی انتقادی به روایت شریعتی» و «تجاری‌سازی و دانشگاه‌های کارآفرین» اشاره کرد.

### مسئولیت‌ها
قانعی راد همچنین بیش از ۷۶ مورد مسئولیت بر عهده داشته که برخی از آن‌ها به شرح زیر است:
- رئیس انجمن جامعه‌شناسی ایران در دوره‌های هفتم (۱۳۹۲–۱۳۸۹) و هشتم (۱۳۹۵–۱۳۹۲)[۱۰]
- عضو هیئت علمی گروه جامعه‌شناسی مرکز تحقیقات سیاست علمی کشور[۱۱]
- مدیر گروه مطالعات علم و جامعه در مؤسسه عالی آموزش و پژوهش در مدیریت و برنامه‌ریزی (۱۳۸۳–۱۳۸۰)[۱۰]
- معاون مطالعاتی کمیسیون ملی یونسکو در ایران (۱۳۸۵–۱۳۸۴)
- عضو هیئت علمی و مدیر گروه پژوهشی علم و جامعه (۱۳۹۳–۱۳۸۵)[۱۰]
- معاون پژوهشی مرکز تحقیقات سیاست علمی کشور (۱۳۷۹)[۱۰]
- مشاور عالی مرکز تحقیقات سیاست علمی کشور (۱۳۹۲)[۱۰]
- عضو شورای راهبردی پژوهشگاه علوم انسانی و مطالعات فرهنگی
- عضو هیئت امنای مؤسسهٔ عالی پژوهش تأمین اجتماعی
- عضو (علی‌البدل) شورای عالی علوم، تحقیقات و فناوری (شورای عتف) به نمایندگی از انجمنهای علمی کشور[۱۰]
- عضو اصلی هیئت مدیره انجمن جامعه‌شناسی ایران در دوره‌های چهارم و پنجم (خزانه‌دار) (۱۳۸۷–۱۳۸۳)[۱۰]

## کتاب‌شناسی

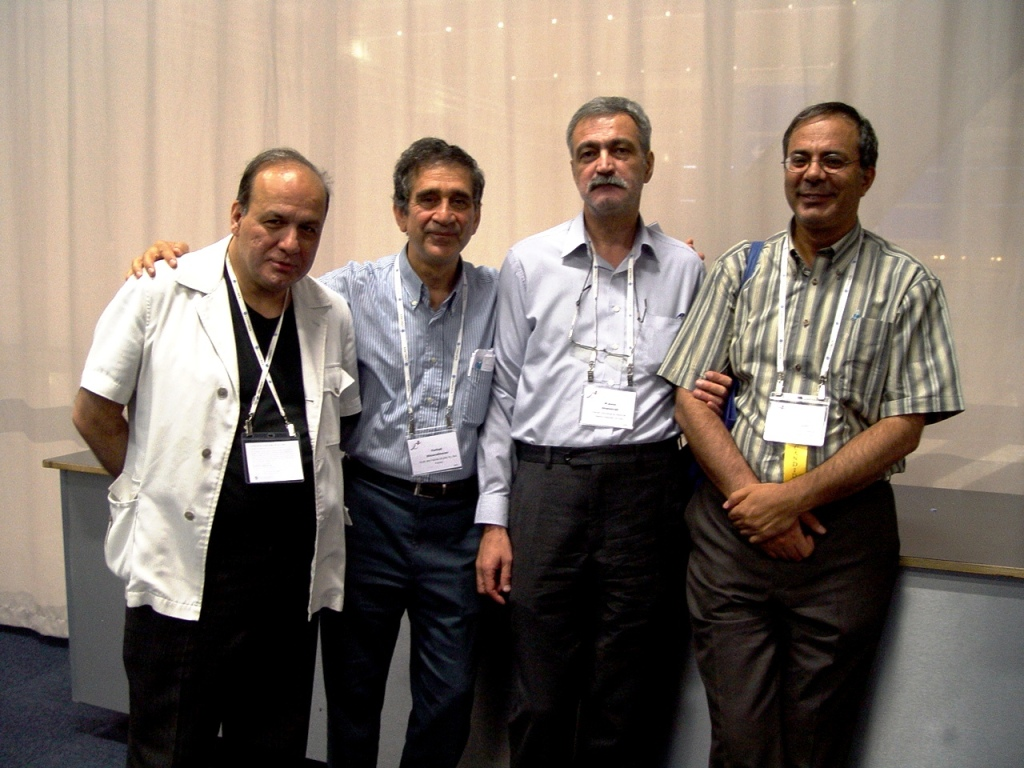
کنفرانس انجمن بین‌المللی جامعه‌شناسی، گوتنبرگ، سوئد، ژوئیهٔ ۲۰۱۰، از چپ: ناصر فکوهی، فرهاد خسروخاور، محمدامین قانعی‌راد، حسین سراج‌زاده.

## جوایز
- برندهٔ جایزه ترویج علم از انجمن ترویج علم ایران (۱۳۹۵/۸/۲۰)[۱۰]
- نشان دهخدا در نهمین جشنواره بین‌المللی فارابی (۲۴ دی ماه ۱۳۹۶)[۱۰]
- جایزه از رئیس‌جمهور به عنوان دانش آموختهٔ ممتاز کارشناسی ارشد جامعه‌شناسی (۱۳۶۸/۷/۵)[۱۵]
- جایزهٔ به عنوان دانش آموختهٔ ممتاز دکتری جامعه‌شناسی دانشگاه تهران (۱۳۷۶/۷/۲)[۱۵]
- جایزهٔ نقد کتاب علوم اجتماعی (۱۳۹۴/۳/۱۳)[۱۵]
- جایزهٔ کرسی یونسکو در آموزش سلامت روان (۱۳۹۵/۱۲/۱۷)[۱۵]
- جایزه جشنواره بین‌المللی فارابی به عنوان پژوهشگر برگزیده (۱۳۹۶/۱۰/۲۴)[۱۵]
- پانزدهمین جشنواره پژوهش فرهنگی سال به خاطر اثر پژوهشی «الگوی چهار وجهی برای ارزیابی توسعه علوم انسانی» (۱۳۹۷/۱۲/۱۲)[۱۶]